# Voveris
Voveris ist ein litauischer männlicher Familienname, abgeleitet von voverė (dt. 'Eichhörnchen').

## Weibliche Formen
- Voverytė (ledig)
- Voverienė (verheiratet)

## Personen
- Ginutis Dainius Voveris  (* 1944),  Diplomat und Botschafter
- Saulius Voveris (* 1977), Fernschachspieler